# 電照菊
電照菊（でんしょうぎく）とは、菊の栽培方法の1種であり、この栽培方法で栽培された菊の総称である。抑制栽培の1種で、昭和12年に愛知県豊橋市で日本で最初の電照菊が栽培されたとされている。

## 栽培方法

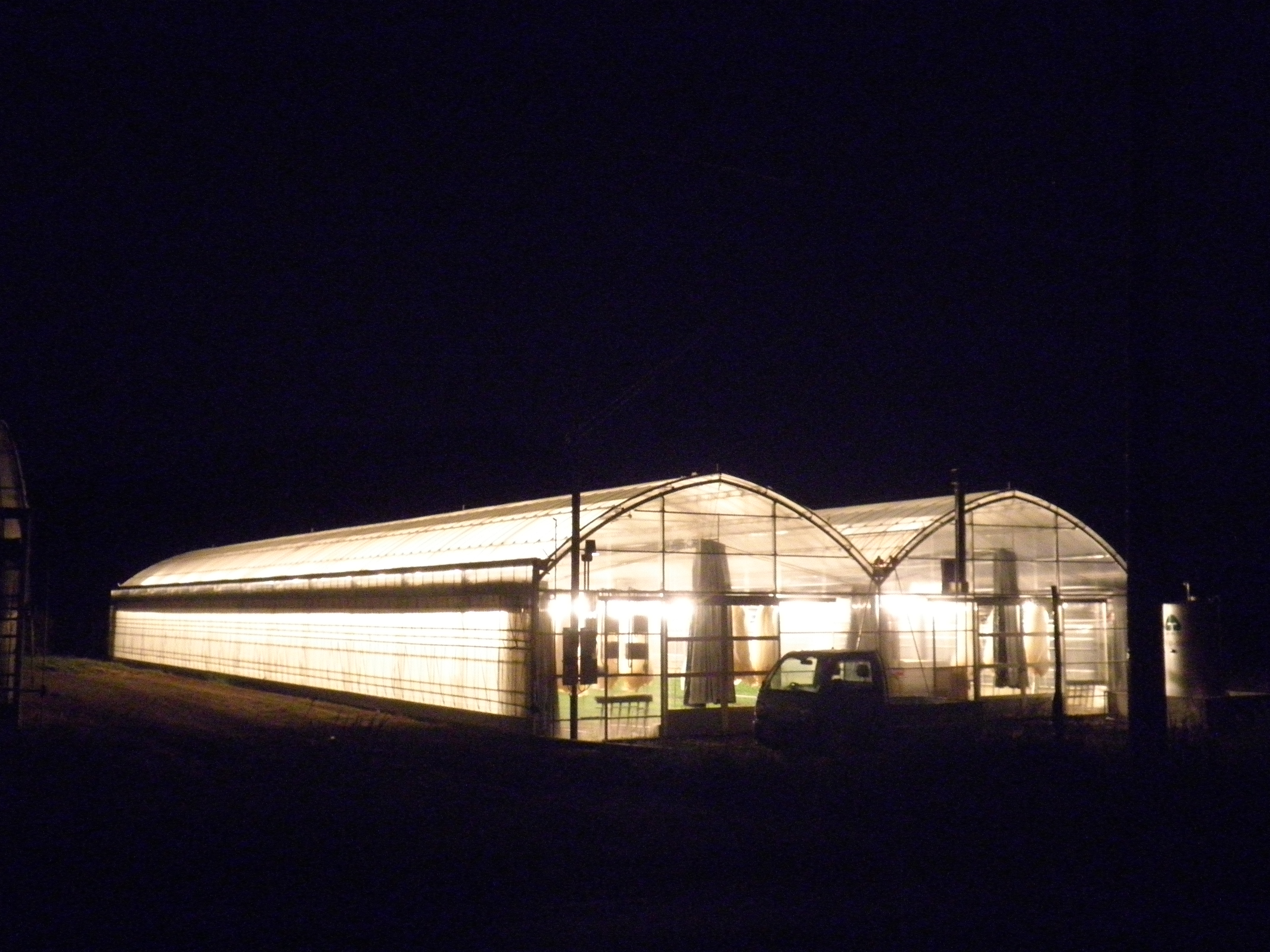
夜間の温室

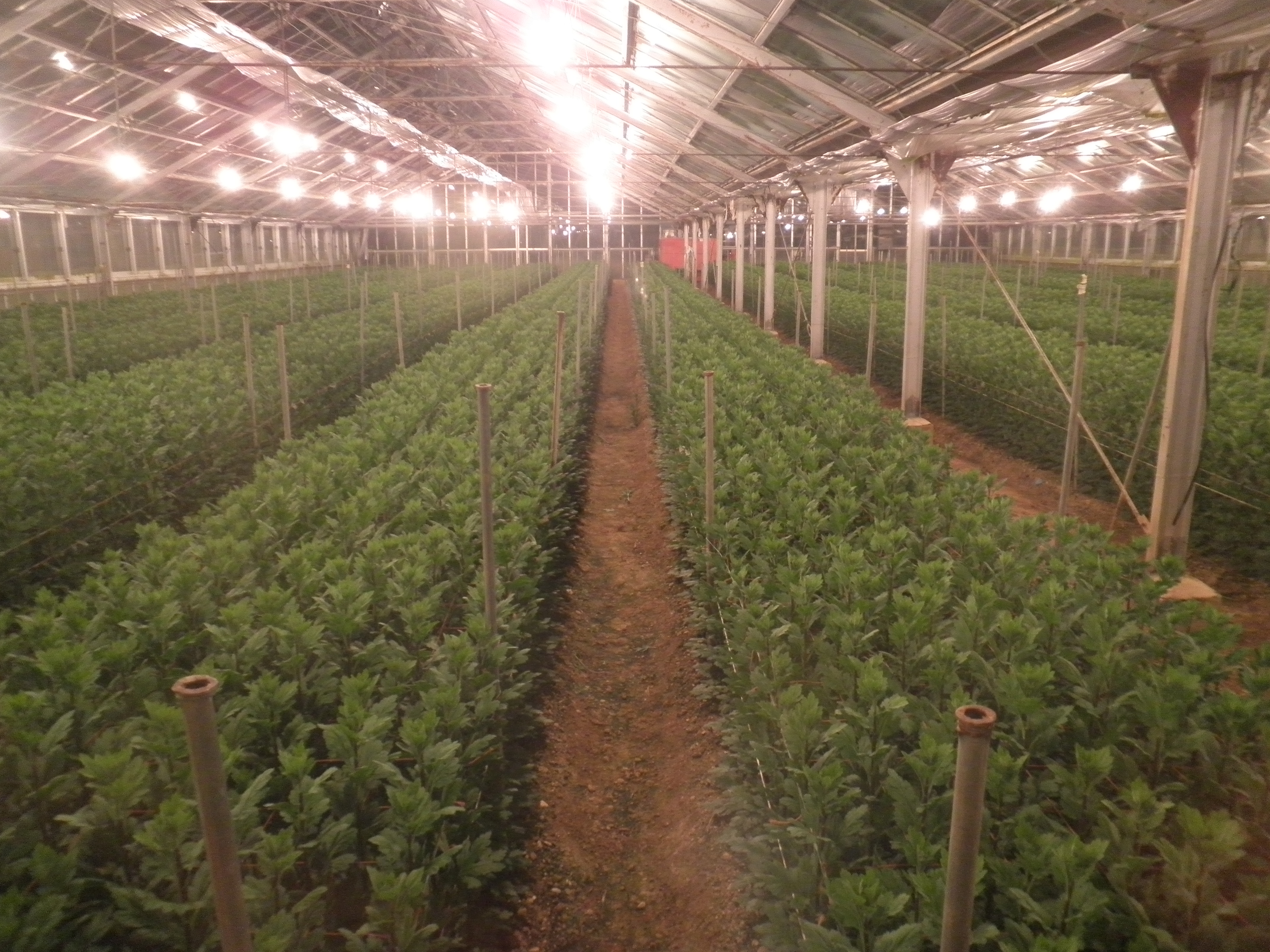
夜間の温室内部

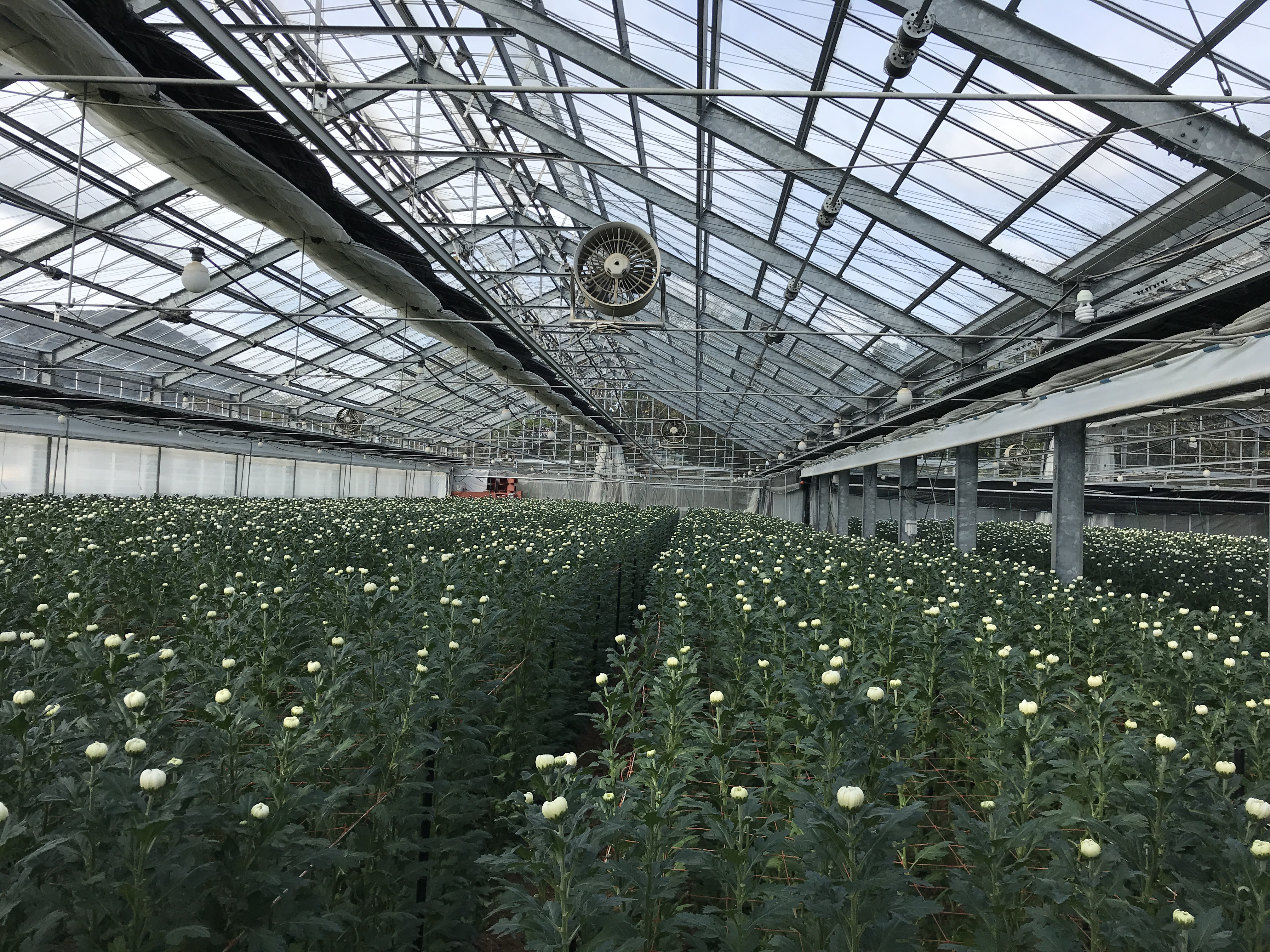
田原市のハウスの電照菊の
出荷前の様子 2018.12.09

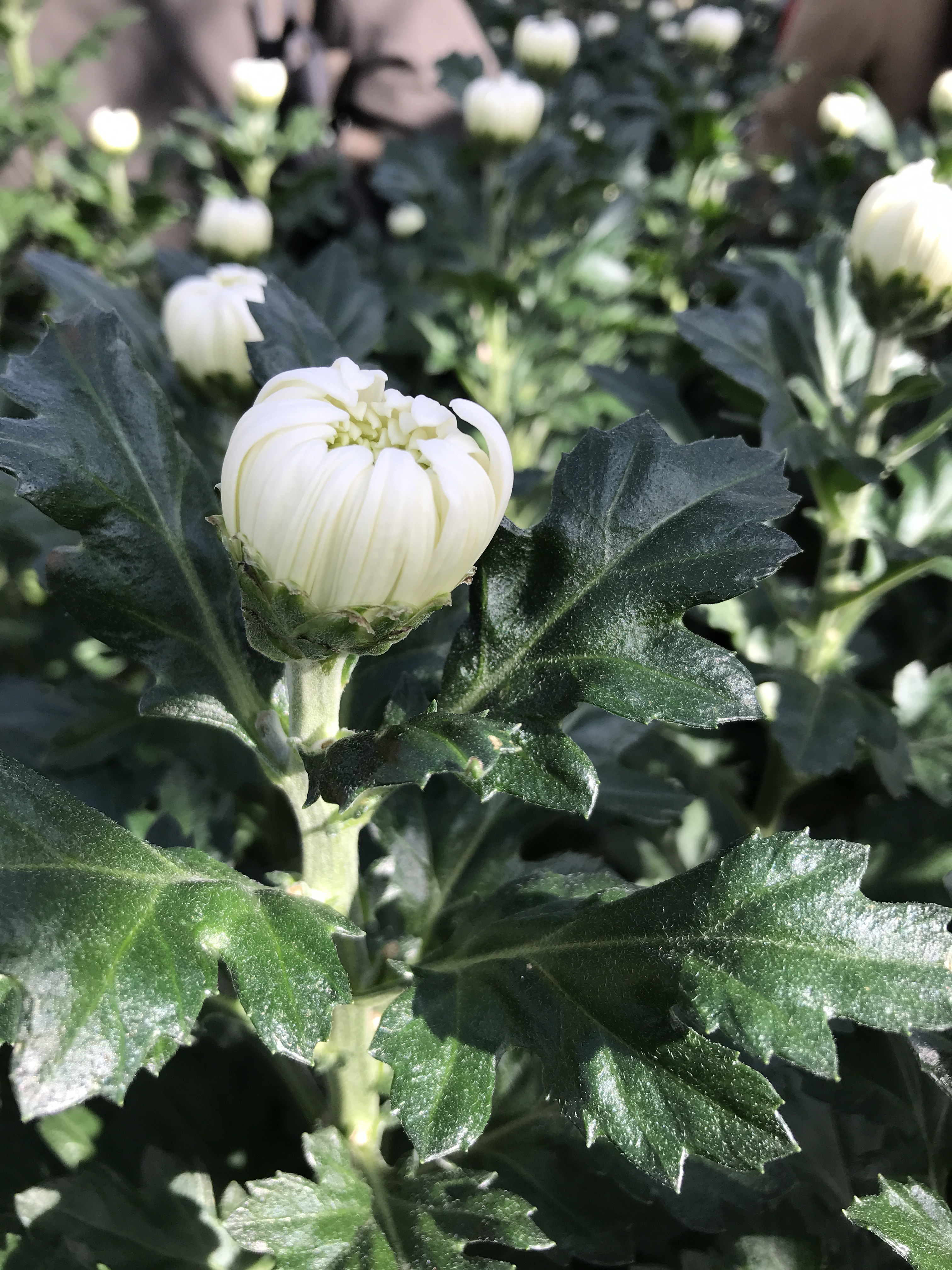
田原市の出荷前の電照菊の花 2018.12.09

- 菊は、日照時間が短くなると花芽を形成し、やがて蕾となり開花するという性質がある。その性質を利用し、花芽が形成される前に人工的に光をあてることにより、花芽の形成と開花時期を遅らせる方法が電照菊である。
- 使用する菊は秋に開花する「秋菊」を使用することが多い。
- 温室を使用して栽培する地域が多く、秋菊が花芽を形成する前の5月～8月頃の夜間（午後10時～翌日午前2時が多い）に、電球などを用いた照明を菊にあてて、花芽を形成させないようにする。9月以降は照明をあてずに、通常と同じ栽培を行なう。これにより開花時期を数ヶ月遅らせ、1月～3月に開花、出荷する。
- 技術の向上によって、秋菊のみでなく夏菊もこの方法で栽培されており、開花時期を9ヶ月までずらすことが可能である。また、温室で覆うことで太陽光を遮る方法も併用することで、様々な菊を様々な時期に開花、出荷を可能としている。
- 照明は白熱電球が主流であったが、電照菊専用の電灯も開発され、現在はこちらが主流である。近年は省エネルギーや地球温暖化防止の観点から、省電力の照明が開発・実用化されている。例えば、蛍光球や発光ダイオードなども使われている。
- なお、温室を用いず路地で栽培する地域[どこ?]もある。

## 歴史
- 1939年 昭和14年頃 - 電力が安定供給されないことから、カルシウムカーバイドから発生するアセチレンガスを使用したアセチレンランプでの栽培が開始[2]したが、戦争のため1年で中止された[3]。
- 1947年 昭和22年 - 本格的栽培が豊橋市を中心に開始した。
- 1948年 昭和23年 - 渥美半島に導入された[4] [5] [6]。

## 産地
全国でこの電照菊は栽培されているが、田原市や豊橋市を中心とした渥美半島で全国の生産量の約30%を占めている。この地域は水不足の問題があったが、1968年 昭和43年、豊川用水の完成によりほぼ解消されている。
2010年における東京市場向けの菊の年間出荷量は、本数では愛知県が9,128万本（1位）、沖縄県が4,400万本（2位）、出荷額では愛知県が67億円（1位）、沖縄県が17.6億円（2位）だった。愛知県は年間を通じて出荷しているが、冬季の暖房費を抑えることができる沖縄県は3月と12月に集中して出荷している。沖縄県の電照菊の畑は県内全域でみられる。

## 品種
- 輪ギク
  - （秋菊）
    - 神馬（じんば）
    - 精輿の誠

  - （夏秋菊）
    - 精の一世
    - 岩の白扇

- スプレー菊
  - レミダス（黄）
  - エルザ　（白）[9]

## 出荷量
- 愛知県の出荷量は全国の3割を占めており、そのうち田原市は80％以上を占めている。出荷量の推移は以下の通りである。[10]

| 年       | 出荷量  |
| -------- | ------- |
| 平成13年 | 5.5億本 |
| 平成14年 | 5.4億本 |
| 平成15年 | 5.4億本 |
| 平成16年 | 5.2億本 |
| 平成17年 | 5.4億本 |
| 平成18年 | 5.2億本 |
| 平成19年 | 5.2億本 |
| 平成20年 | 5.1億本 |
| 平成21年 | 4.9億本 |
| 平成22年 | 4.7億本 |

## 電照菊を扱った作品

### 音楽
- かりゆし58 「電照菊」- アルバム「そろそろ、かりゆし」に収録。発売イベントでは電照菊畑が再現された[11][12][リンク切れ][13]。